# Ungleichbehandlung bei Verurteilungen
Die Ungleichbehandlung bei der Strafzumessung wird definiert als „eine Form der Ungleichbehandlung [bei der Bestrafung von Straftätern], die häufig unerklärliche Ursachen hat und zumindest unangemessen, ungerecht und benachteiligend ist“. Opfer von der Urteilsdisparität sind Männer. Besonders hart betroffen sind Männer, die Teil einer Minorität sind.

## Terminologie
Umgangssprachlich wird eine Situation, in der einige Straftäter mildere Strafen erhalten oder eine geringere persönliche Verantwortung tragen müssen, als „Handschlag“ bezeichnet. Die verbifizierte Form einer solchen ungleichen Behandlung kann als Handgelenkschlag bezeichnet werden. Als Adjektiv kann ein solches Justizsystem als zweistufig oder hybrid bezeichnet werden, beides in der Regel mit negativer Konnotation. Juristen, die solche ungerechten Prinzipien innerhalb des Rechtssystems aufrechterhalten, werden manchmal mit abwertenden Begriffen wie Doppelstandardist bezeichnet.
Fälle, in denen Frauen oder Fälle als Aufrechterhaltung eines geschlechtsspezifischen Ungleichgewichts bei der Verurteilung wahrgenommen wurden, werden zuweilen mit abwertenden Begriffen wie pussy pass bezeichnet.

## Überblick
Es besteht ein deutlicher Unterschied zwischen Unterschieden, die auf eine legitime Ermessensausübung bei der Anwendung des Gesetzes zurückzuführen sind, und Unterschieden, die auf Diskriminierung oder andere, unerklärliche Ursachen zurückzuführen sind, die nichts mit den Problemen in dem spezifischen Strafverfahren zu tun haben. Es gibt Hinweise darauf, dass einige US-Bundesrichter für ähnliche Straftaten viel längere Haftstrafen verhängen als andere Richter.
Dies ist ein großes Problem, denn zwei Richter könnten mit einem ähnlichen Fall konfrontiert werden, und einer könnte eine sehr harte Strafe verhängen, während ein anderer eine viel geringere Strafe verhängen würde. Eine Studie von Crow und Bales aus dem Jahr 2006 belegt die Ungleichheit bei der Strafzumessung. Die Strafvollzugsbehörde von Florida legte Statistiken über die Gefangenen vor, die im Zeitraum 1990–1999 Bewährung oder gemeinnützige Kontrolle erhielten. Die Gefangenen wurden in die Kategorien Schwarze und Hispanoamerikaner oder Weiße/Nicht-Hispanoamerikaner eingeteilt. Die Studie ergab, dass Schwarze und Hispanoamerikaner härtere und intensivere Strafen erhielten als die Gruppe der Weißen/Nicht-Hispanoamerikaner.

## Land

### USA

#### Beweise
In einer Studie der University of Georgia aus dem Jahr 2001 wurden erhebliche Unterschiede bei der Verurteilung von Männern und Frauen festgestellt, „nachdem umfangreiche kriminologische, demografische und sozioökonomische Variablen berücksichtigt wurden“. Die Studie ergab, dass vor US-Bundesgerichten „Schwarze und Männer ... seltener keine Haftstrafe erhalten, wenn diese Möglichkeit besteht; seltener eine Abweichung nach unten [von den Richtlinien] erhalten; und häufiger eine Anpassung nach oben und, bedingt durch eine Abweichung nach unten, geringere Kürzungen erhalten als Weiße und Frauen“.
Im Jahr 2005 stellte Max Schanzenbach fest, dass ein höherer Anteil weiblicher Richter in einem Bezirk die geschlechtsspezifischen Unterschiede bei der Strafzumessung verringert, was er als „Beweis für eine paternalistische Voreingenommenheit unter männlichen Richtern, die weibliche Straftäter begünstigt“, interpretiert.
Im Jahr 2006 stellten Ann Martin Stacey und Cassia Spohn bei der Untersuchung von drei US-Bezirksgerichten fest, dass Frauen mildere Strafen erhalten als Männer, nachdem sie das voraussichtliche Strafmaß, familiäre Verpflichtungen, Tätermerkmale und andere rechtlich relevante Variablen berücksichtigt hatten.
Im Jahr 2012 stellte Sonja B. Starr von der University of Michigan Law School fest, dass, wenn man die Straftat berücksichtigt, „Männer im Durchschnitt 63 % längere Strafen erhalten als Frauen“, und „[w]enn sie verurteilt werden, ist die Wahrscheinlichkeit doppelt so hoch, dass sie einer Inhaftierung entgehen“, ebenfalls auf der Grundlage von Daten aus US-Bundesgerichtsverfahren.

#### Rassismus und Sexismus
Einige Befürworter von Gefängnisreformen und der Abschaffung von Gefängnissen haben argumentiert, dass sowohl die Rasse als auch das Geschlecht triftige Gründe für Ungleichheiten bei der Verurteilung sind. Im Jahr 2016 argumentierte Mirko Bagaric, dass Afroamerikaner und australische Ureinwohner bei allen Straftaten außer den schwersten einen Strafnachlass erhalten sollten, um uneingestandene Vorurteile auszugleichen, während Frauen „milder behandelt werden sollten, wenn sie das gleiche Verbrechen begehen wie ein Mann“ – in diesem Fall machte er keine Ausnahme für schwere Straftaten. Im Vereinigten Königreich wird der Bericht von Jean Corston aus dem Jahr 2007, der als „Überprüfung von besonders gefährdeten Frauen im Strafrechtssystem“ geplant war, so beschrieben, dass er dafür plädiert, „dass Gefängnisse für alle außer einer winzigen Anzahl von Frauen abgeschafft werden sollten“, was Corston mit der Begründung rechtfertigte, dass „Gleichheit nicht bedeutet, alle gleich zu behandeln“. Sie schlug vor, dass „Haftstrafen für Frauen schweren und gewalttätigen Straftätern vorbehalten sein müssen, die eine Bedrohung für die Öffentlichkeit darstellen“, und dass eine getrennte Verurteilung von Männern und Frauen nach der damals noch ausstehenden Gleichstellungsgesetzgebung in Betracht gezogen werden könnte. Einige Feministinnen argumentieren, dass leichtere Strafen für Frauen infantilisierend sind, auf Stereotypen beruhen und mit der Gleichstellung der Geschlechter unvereinbar sind.